# Diezma
Diezma és un municipi de la província de Granada, amb una superfície de 41,94 km², una població de 836 habitants (2004) i una densitat de població de 19,93 hab/km².